# Limnophora ephippium
Limnophora ephippium este o specie de muște din genul Limnophora, familia Muscidae, descrisă de Fritz Isidore van Emden în anul 1951.
Este endemică în Kenya. Conform Catalogue of Life specia Limnophora ephippium nu are subspecii cunoscute.